# Víctor Bó
 Víctor Armando Bó (Buenos Aires; 8 de abril de 1943) es un actor y productor de cine argentino. Hijo del famoso director de cine Armando Bó, Bó hijo tuvo una destacada carrera como actor principalmente durante las décadas de 1960 y 1970, coprotagonizando las películas que su padre filmó e Isabel Sarli protagonizó, y estelarizando la saga de aventuras de Los Superagentes (donde interpretaba a Delfín) junto a los actores Ricardo Bauleo y Julio De Grazia; se estrenaron 11 películas en la serie. Sus películas fueron populares en el momento de su estreno, y varias se han vuelto de culto con el paso de los años.
Bó tuvo además una breve pero importante carrera como productor, con clásicos de culto como Las puertitas del Sr. López (1988), Kindergarten (1989), y El último Elvis (2012). Es padre del famoso guionista y director Armando Bó (nieto), para quien coprodujo El último Elvis.

## Biografía
Víctor Bó nació en Buenos Aires en 1943, es el hijo de María Teresa Machinandiarena y el famoso director, productor y actor de cine Armando Bó. Tiene dos hijos, Teresa y el también director de cine Armando Bó.
Debutó en cine a los 16 años en ...Y el demonio creó a los hombres (1960). Éste film, al igual que sus primeras películas Pelota de cuero (Historia de una pasión) (1963), La tentación desnuda (1966), La señora del Intendente (1967), La mujer de mi padre (1968) y Carne (1968), fueron todas dirigidas por su padre Armando y coprotagonizadas por Isabel Sarli, la actriz fetiche y musa de Bó padre, al igual que las subsiguientes obras de este último en los años '70: Furia infernal (1973), Una mariposa en la noche (1977) y El último amor en Tierra del Fuego (1979).

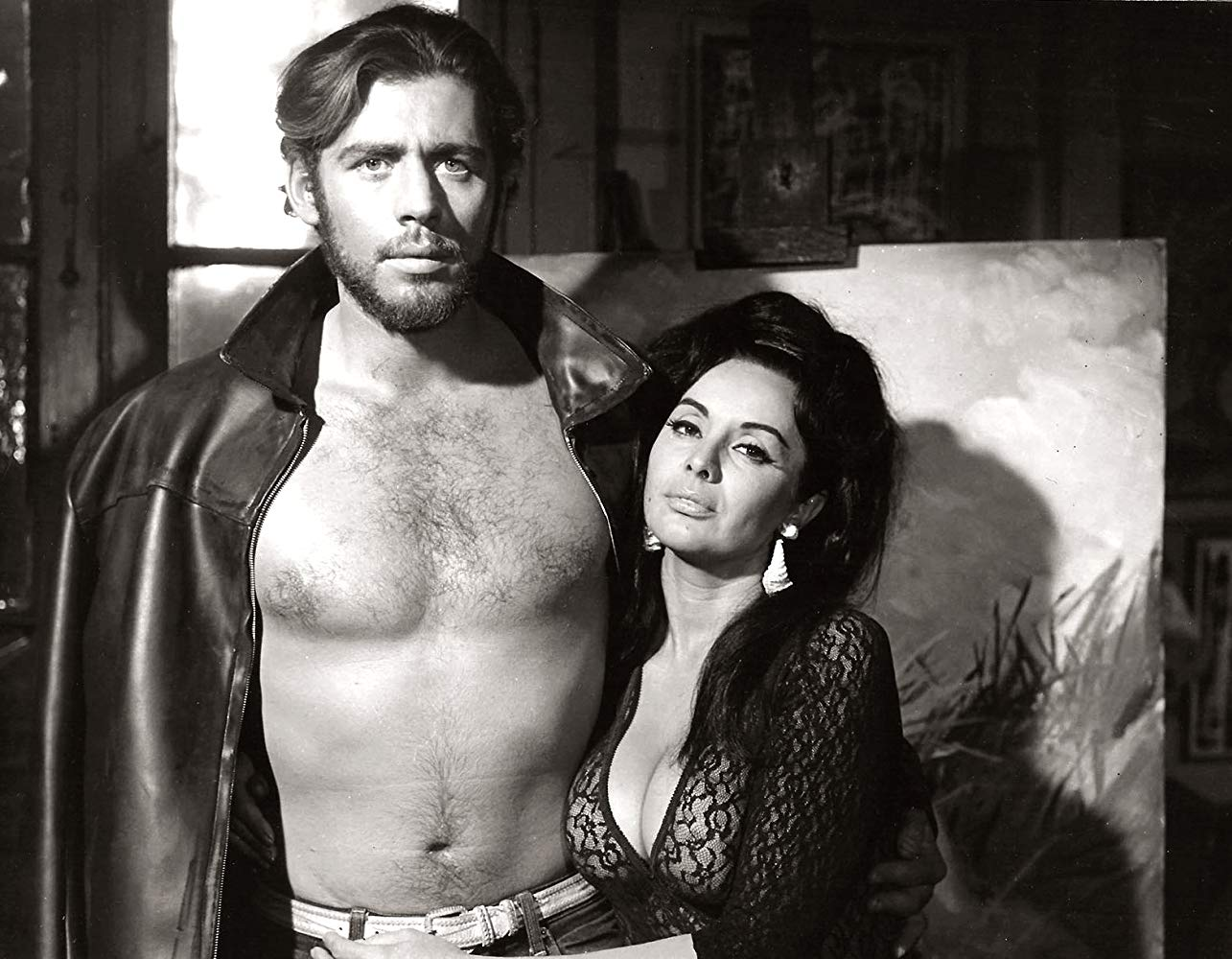
Bó junto a Isabel Sarli, en Carne (1968)

En 1970 protagoniza junto con Ricardo Bauleo y Susana Giménez el clásico: Los mochileros de Emilio Vieyra. También actúa en Yo gané el prode... y Ud.? (1973), entre muchas más. Junto con los actores Ricardo Bauleo y Julio De Grazia, protagoniza 11 películas interpretando a Delfín en La saga de los superagentes, que son consideradas como clásicos del Cine Clase B en la filmografía argentina.
Como productor de cine Bó produjo Seguridad personal (1986) con Rodolfo Beban, Las lobas (1986) de Aníbal Di Salvo, Revancha de un amigo (1987) con Rodolfo Ranni, La clínica del Dr. Cureta (1987) con Gianni Lunadei, Las puertitas del Sr. López (1988) con Lorenzo Quinteros, Kindergarten (1989) con Graciela Borges y Siempre es difícil volver a casa (1992), ambas dirigidas por Jorge Polaco.
En 2001 tuvo un pequeño papel en El sodero de mi vida, la exitosa tira de Pol-ka protagonizada por Dady Brieva y Andrea del Boca. En el 2008 y 2012 llegan sus —hasta ahora— últimas participaciones en cine: en la película Los superagentes, nueva generación, la cual fue estrenada como un intento de reinicio o "reboot" de la saga original de Los Superagentes, y donde aparece en un cameo junto a Bauleo (interpretando por última vez a sus personajes de Delfín y Tiburón). En 2012 se estrena la comedia El vagoneta en el mundo del cine, donde Bó hace de sí mismo.

## Vida personal
En 1974 se casó con Chia Sly, madre de sus dos hijos: Teresa Bo, quien es periodista, y Armando Bo, quien es guionista y director de cine.

## Filmografía como actor
- 1960: ...Y el demonio creó a los hombres
- 1963: Pelota de cuero
- 1966: La tentación desnuda
- 1967: La señora del Intendente
- 1968: La mujer de mi padre
- 1968: Carne
- 1969: Desnuda en la arena
- 1970: Los mochileros
- 1971: Los neuróticos
- 1971: Así es Buenos Aires
- 1973: Yo gané el prode... y Ud.?
- 1973: Hipólito y Evita
- 1973: Furia infernal
- 1974: La gran aventura
- 1975: La super, super aventura
- 1976: La aventura explosiva
- 1977: Los superagentes biónicos
- 1977: Una mariposa en la noche
- 1977: Los superagentes y el tesoro maldito
- 1979: Los superagentes no se rompen
- 1979: Hormiga negra
- 1979: La aventura de los paraguas asesinos
- 1979: El último amor en Tierra del Fuego
- 1980: Los superagentes contra todos
- 1980: Los superagentes y la gran aventura del oro
- 1983: Superagentes y titanes
- 1984: Reina Salvaje
- 1985: El cazador de la muerte
- 1985: El telo y la tele
- 1986: Los superagentes contra los fantasmas
- 1988: Las puertitas del Sr. López
- 2008: Los superagentes, nueva generación
- 2012: El vagoneta en el mundo del cine